# Chlorek benzalu
Chlorek benzalu – organiczny związek chemiczny, chlorowa pochodna toluenu, silny lakrymator. Po raz pierwszy otrzymał go August Cahours w 1848 roku w reakcji PCl
5 z benzaldehydem.

## Otrzymywanie
Chlorek benzalu, wraz z chlorkiem benzylu i chlorkiem benzylidynu, otrzymuje się poprzez wolnorodnikowe chlorowanie w łańcuchu bocznym toluenu:
C
6H
5CH
3 + Cl
2 → C
6H
5CH
2Cl + HCl
C
6H
5CH
2Cl + Cl
2 → C
6H
5CHCl
2 + HCl
C
6H
5CHCl
2 + Cl
2 → C
6H
5CCl
3 + HCl
Właściwy produkt jest następnie oddzielany stosując destylację frakcyjną.
Innym sposobem jest reakcja chlorku tionylu z benzaldehydem.

## Właściwości
Chlorek benzalu jest bezbarwną cieczą o ostrym zapachu, która w wilgotnym powietrzu wydziela opary. Bardzo słabo rozpuszcza się w wodzie.
Działanie substancji chlorujących powoduje powstawanie chlorku benzylidynu. W obecności kwasu Lewisa, pierścień aromatyczny ulega chlorowaniu w wyniku czego powstają izomeryczne chlorki chlorobenzalu. Hydroliza chlorku benzalu, zarówno w środowisku kwasowym, jak i zasadowym, prowadzi do powstania benzaldehydu:
C
6H
5CHCl
2 + H
2O → C
6H
5CHO + 2HCl
Chlorek benzalu polimeryzuje pod wpływem, m.in. chlorku glinu i chlorku żelaza. Metaliczny sód natomiast prowadzi do przekształcenia chlorku benzalu w stylben.

## Zastosowanie
Chlorek benzalu stosowany jest prawie wyłącznie do produkcji benzaldehydu. Otrzymuje się z niego także kwas cynamonowy oraz używa się go w barwnikach.

## Zagrożenia
Chlorek benzalu działa drażniąco na skórę, oczy i drogi oddechowe. Może powodować oparzenia skóry i oczu oraz upośledzenie wzroku. Objawy mogą wystąpić z opóźnieniem. Wysokie stężenia mogą zaburzać funkcjonowanie ośrodkowego układu nerwowego oraz prowadzić do obrzęku płuc. Jest potencjalnym mutagenem i kancerogenem.